# Trzęsienie ziemi w Czeczenii (2008)
Trzęsienie ziemi w Czeczenii (2008) – trzęsienie ziemi o magnitudzie 5,8 w skali Richtera, którego epicentrum znajdowało się 40 kilometrów na wschód od Groznego, w rejonie szełkowskim. Główny wstrząs nastąpił 5 października o 12:06 czasu lokalnego (09:06 UTC). 16 minut później miał miejsce wstrząs wtórny o sile 5,3. Łącznie nastąpiło 25 wstrząsów wtórnych. Były odczuwalne na Północnym Kaukazie, a także w Armenii i Gruzji.

## Straty

### Ofiary
W wyniku trzęsienia ziemi zginęło 13 osób, w tym troje lub pięcioro dzieci. 117 osób zostało rannych, w tym 14 dzieci. Część poszkodowanych przyjęto do szpitala w Kurczałoju, który także został uszkodzony. W mieście tym zginęło 5 osób. Innym zabitym był żołnierz Iwan Uszakow, na którego spadła ściana w lokalu wyborczym. W Groznym jedna kobieta zginęła w wyniku upadku ceglanego łuku.

### Straty materialne
Kataklizm spowodował, że 52 tysięcy osób pozostało bez prądu. Największe zniszczenia nastąpiły w rejonie kurczałojewskim. Uszkodzonych zostało 317 budynków, m.in. w Groznym, Gudermesie, Argunie i Szali.

## Następstwa
Ponad 500 rodzin ze zniszczonych budynków, głównie z rejonu kurczałojewskiego, przeniosło się do namiotów. W nocy z 11 na 12 października niektórzy mieszkańcy Gudermesu, zwłaszcza żyjący w wysokich budynkach, spali na ulicach w obawie o wstrząsy wtórne. Wielu mieszkańców Groznego opuściło stolicę, co wywołało wielogodzinne korki. Trzęsienie ziemi miało miejsce jeden dzień przed wyborami lokalnymi. Prezydent Republiki Czeczeńskiej, Ramzan Kadyrow, wezwał ludzi do wzięcia udziału w wyborach. Ponadto polecił utworzenie specjalnej komisji mającej oceniać potrzeby osób poszkodowanych.